# Robert Hoffman
Robert James Hoffman (Gainesville, Florida, 1980. szeptember 21. –) amerikai színész, táncos és koreográfus.

## Életrajz
A floridai Gainesville-ben született Charlotte és Robert Hoffman elsőszülött gyermekeként. Egy öccse van, Chris, és két húga, Ashley és Lauren. A tánc iránti szeretete akkor kezdődött, mikor látta Michael Jacksont táncolni a Thriller című klipjében.
Hétéves volt, amikor a családjával az alabamai Madisonba költöztek. Itt már elkezdett tánciskolába járni, ahol balettet és jazzt tanult, emellett szteptánccal is foglalkozott. A tánc mellett taekwondozott, baseballozott és kosárlabdázott,de választania kellett a sport és a tánc között. 15 éves volt, mikor az alabamai Birminghambe költöztek a családjával, ahol Kim Wolfe irányítása alatt tanult, nappal klasszikus balettet, esténként pedig jazzbalettet.
2001-ben megnyerte az amerikai Mr. Dance címet, ezzel valóra vált egyik nagy álma. Így elérkezettnek látta az időt hogy Los Angelesbe költözzön, ahol táncos-koreográfusként dolgozott. A You Got Served produkció producerei fedezték fel egy klubban és megkérték, hogy felvételizzen náluk, másnap megkapta a szerepét és a koreográfiamunkát.

## Pályafutása
Színészként 2003-ban debütált, kisebb táncos szerepeket kapott például a Dirty Dancing: Havana Nights, a Coach Carter című produkciókban, a You Got Served-ben nyújtott munkájáért megkapta a legjobb koreográfusnak járó díjat.
Hoffman együtt dolgozott többek között Christina Aguilerával,Usher-rel, Mýa_val, Marilyn Mansonnal, Ricky Martinnal és Svetlana-val is. Írt, vezényelt, és leginkább több rövid paródiában játszott főszerepet (pl.: Kinetsu Hayabusa: a városi nindzsa, ahol egy fekete nindzsaszerelésbe öltözik és mutatványozik,így ijesztgeti a városban élő járókelőket.)
Robert Hoffman első jelentős filmszerepe 2006-ban volt,a Micsoda srác ez a lányban,ahol Amanda Bynes-szal és Channing Tatummal láthatjuk. Channinghoz azóta is jó barátság köti.
2008-ban a Step Up 2 The Street című film főszereplőjeként láthatjuk.Az ebben nyújtott alakításáért 2008. június 1-jén az MTV Movie Awards-ön Briana Evigannel megnyerték a legjobb csóknak járó díjat.Szintén főszerepben fogjuk látni a Disney Channel sztárjával Ashley Tisdale-lel a They Came from Upstairs-ben.
Hamarosan látható lesz egy NBC-s sorozatban,amiben egy felelőtlen fiatalt fog alakítani (2010. szeptember).

## Filmjei
| Év   | Cím                                          | Eredeti cím           | Szerep                    |
| ---- | -------------------------------------------- | --------------------- | ------------------------- |
| 2009 | Ufók a padláson                              | Aliens in the Attic   | Ricky                     |
| 2008 | Streetdance – Step Up 2.                     | Step Up 2 the Streets | Chase Collins             |
| 2007 |                                              | Bag Boy               | Clyde ’Windmill’ Wynorski |
| 2006 | Varázsgomba – Készen állsz a végső utazásra? | Shrooms               | Bluto                     |
| 2006 | Micsoda srác ez a lány!                      | She’s the Man         | Justin                    |
| 2004 | Utcai tánc                                   | You Got Served        | Max                       |